# Campeonato Africano de Atletismo de 2024 - Heptatlo feminino
A prova do heptatlo feminino do Campeonato Africano de Atletismo de 2024 foi disputada nos dias 23 e 24 de junho, no Estádio de Japoma, em Duala, nos Camarões.

## Recordes
Antes desta competição, os recordes mundiais e do campeonato nesta prova eram os seguintes:
|                       | Nome                 | Nacionalidade  | Pontos   | Local  | Data                   |
| --------------------- | -------------------- | -------------- | -------- | ------ | ---------------------- |
| Recorde mundial       | Jackie Joyner-Kersee | Estados Unidos | 7291 pts | Seul   | 24 de setembro de 1988 |
| Recorde do campeonato | Uhunoma Osazuwa      | Nigéria        | 6153 pts | Durban | 25 de julho de 2016    |
| Recorde africano      | Margaret Simpson     | Gana           | 6423 pts | Götzis | 29 de maio de 2005     |

## Medalhistas
| Ouro                    | Prata                | Bronze                |
| Odile Ahouanwanou (BEN) | Adèle Mafogang (CMR) | Shannon Verster (RSA) |

## Cronograma
Todos os horários são locais (UTC+1).
| Data        | Hora  | Evento                   |
| ----------- | ----- | ------------------------ |
| 23 de junho | 09:30 | 100 metros com barreiras |
| 23 de junho | 10:15 | Salto em altura          |
| 23 de junho | 16:05 | Arremesso de peso        |
| 23 de junho | 17:40 | 200 metros               |
| 24 de junho | 15:00 | Salto em distância       |
| 24 de junho | 16:30 | Lançamento de dardo      |
| 24 de junho | 18:00 | 800 metros               |

## Resultados

### 100 metros com barreiras
A prova teve início dia 23 de junho às 09:30.
Vento: +0.4 m/s
| Posição | Raia | Atleta                | Nacionalidade | Tempo | Pontos | Notas |
| ------- | ---- | --------------------- | ------------- | ----- | ------ | ----- |
| 1       | 3    | Odile Ahouanwanou     | Benim         | 14.13 | 960    |       |
| 2       | 6    | Shannon Verster       | África do Sul | 14.39 | 924    |       |
| 3       | 4    | Adèle Mafogang        | Camarões      | 15.02 | 839    |       |
| 4       | 7    | Nada Chroudi          | Tunísia       | 17.34 | 559    |       |
| 9       | 5    | Kemi Francis-Petersen | Nigéria       | DNS   | 0      |       |

### Salto em altura
A prova teve início dia 23 de junho às 10:15.
| Posição | Atleta            | Nacionalidade | 1.48 | 1.54 | 1.57 | 1.60 | 1.63 | 1.66 | 1.69 | 1.72 | 1.75 | 1.78 | Resultado | Pontos | Notas | Total |
| ------- | ----------------- | ------------- | ---- | ---- | ---- | ---- | ---- | ---- | ---- | ---- | ---- | ---- | --------- | ------ | ----- | ----- |
| 1       | Odile Ahouanwanou | Benim         | –    | –    | o    | –    | –    | o    | o    | xxo  | xo   | xxx  | 1.75      | 916    |       | 1876  |
| 2       | Shannon Verster   | África do Sul | –    | –    | –    | –    | o    | –    | xo   | xxo  | xxx  |      | 1.72      | 879    |       | 1803  |
| 3       | Adèle Mafogang    | Camarões      | –    | o    | o    | o    | o    | o    | o    | xxx  |      |      | 1.69      | 842    |       | 1681  |
| 4       | Nada Chroudi      | Tunísia       | o    | xo   | xo   | xo   | xxx  |      |      |      |      |      | 1.60      | 736    |       | 1295  |

### Arremesso de peso
A prova teve início dia 23 de junho às 16:05.
| Posição | Atleta            | Nacionalidade | #1    | #2    | #3    | Resultado | Pontos | Notas | Total |
| ------- | ----------------- | ------------- | ----- | ----- | ----- | --------- | ------ | ----- | ----- |
| 1       | Odile Ahouanwanou | Benim         | 13.29 | 13.85 | 14.76 | 14.76     | 845    |       | 2721  |
| 2       | Nada Chroudi      | Tunísia       | 13.13 | 13.60 | 12.95 | 13.60     | 767    |       | 2027  |
| 3       | Adèle Mafogang    | Camarões      | 11.67 | 11.81 | 11.13 | 11.81     | 649    |       | 2330  |
| 4       | Shannon Verster   | África do Sul | 9.72  | 11.01 | 10.66 | 11.01     | 596    |       | 2399  |

### 200 metros
A prova teve início dia 23 de junho às 17:40.
Vento: +0.5  m/s
| Posição | Raia | Atleta            | Nacionalidade | Tempo | Pontos | Notas | Total |
| ------- | ---- | ----------------- | ------------- | ----- | ------ | ----- | ----- |
| 1       | 6    | Odile Ahouanwanou | Benim         | 25.45 | 846    |       | 3567  |
| 2       | 7    | Shannon Verster   | África do Sul | 25.59 | 833    |       | 3232  |
| 3       | 3    | Adèle Mafogang    | Camarões      | 25.83 | 812    |       | 3142  |
| 4       | 5    | Nada Chroudi      | Tunísia       | 26.52 | 752    |       | 2779  |

### Salto em distância
A prova teve início dia 24 de junho às 15:00.
| Posição | Atleta            | Nacionalidade | #1   | #2   | #3   | Resultado | Pontos | Notas | Total |
| ------- | ----------------- | ------------- | ---- | ---- | ---- | --------- | ------ | ----- | ----- |
| 1       | Adèle Mafogang    | Camarões      | 5.78 | 5.44 | 5.90 | 5.90      | 819    |       | 3961  |
| 2       | Nada Chroudi      | Tunísia       | 5.29 | 5.55 | 5.65 | 5.65      | 744    |       | 3523  |
| 3       | Odile Ahouanwanou | Benim         | 5.52 | x    | 5.43 | 5.52      | 706    |       | 4273  |
| 4       | Shannon Verster   | África do Sul | 5.15 | x    | 5.35 | 5.35      | 657    |       | 3889  |

### Lançamento de dardo
A prova teve início dia 24 de junho às 16:30.
| Posição | Atleta            | Nacionalidade | #1    | #2    | #3    | Resultado | Pontos | Notas | Total |
| ------- | ----------------- | ------------- | ----- | ----- | ----- | --------- | ------ | ----- | ----- |
| 1       | Odile Ahouanwanou | Benim         | 40.46 | 39.72 | 42.56 | 42.56     | 716    |       | 4989  |
| 2       | Adèle Mafogang    | Camarões      | 41.37 | 40.16 | x     | 41.37     | 694    |       | 4655  |
| 3       | Nada Chroudi      | Tunísia       | 40.01 | 40.36 | 39.03 | 40.36     | 674    |       | 4197  |
| 4       | Shannon Verster   | África do Sul | 29.31 | 33.77 | 31.27 | 33.77     | 548    |       | 4437  |

### 800 metros
A prova teve início dia 24 de junho às 18:00.
| Posição | Atleta            | Nacionalidade | Tempo   | Pontos | Notas |
| ------- | ----------------- | ------------- | ------- | ------ | ----- |
| 1       | Adèle Mafogang    | Camarões      | 2:16.50 | 872    |       |
| 2       | Shannon Verster   | África do Sul | 2:21.59 | 802    |       |
| 3       | Odile Ahouanwanou | Benim         | 2:22.61 | 788    |       |
| 4       | Nada Chroudi      | Tunísia       | 2:30.94 | 681    |       |

## Resultado final
O resultado final foi o seguinte.
| Colocação         | Atleta                | Nacionalidade | 100 m C/B | SA   | AP    | 200 m | SD   | LD    | 800 m   | Total | Notas            |
| ----------------- | --------------------- | ------------- | --------- | ---- | ----- | ----- | ---- | ----- | ------- | ----- | ---------------- |
| Medalha de ouro   | Odile Ahouanwanou     | Benim         | 14.13     | 1.75 | 14.76 | 25.45 | 5.52 | 42.56 | 2:22.61 | 5777  |                  |
| Medalha de prata  | Adèle Mafogang        | Camarões      | 15.02     | 1.69 | 11.81 | 25.83 | 5.90 | 41.37 | 2:16.50 | 5527  | Recorde nacional |
| Medalha de bronze | Shannon Verster       | África do Sul | 14.39     | 1.72 | 11.01 | 25.59 | 5.35 | 33.77 | 2:21.59 | 5239  |                  |
| 4                 | Nada Chroudi          | Tunísia       | 17.34     | 1.57 | 13.60 | 26.52 | 5.65 | 40.36 | 2:30.94 | 4913  |                  |
| 9                 | Kemi Francis-Petersen | Nigéria       | DNS       | –    | –     | –     | –    | –     | –       | DNS   |                  |

Legenda
| Recorde mundial       | Recorde mundial (World record)               |                       | Recorde africano                      | Recorde africano (African) |                                           | Q | Classificado por posição (Qualified) |
| Recorde do campeonato | Recorde do campeonato (Championship record)  | Recorde da América    | Recorde da América (Americas)         | q                          | Classificado por melhor tempo (Qualified) |   |                                      |
| Melhor marca do ano   | Melhor marca do ano (World leading)          | Recorde asiático      | Recorde asiático (Asian)              | DNS                        | Não largou (Did not start)                |   |                                      |
| Recorde nacional      | Recorde nacional (National record)           | Recorde europeu       | Recorde europeu (European)            | DNF                        | Não terminou (Did not finish)             |   |                                      |
| Recorde pessoal       | Recorde pessoal do atleta (Personal best)    | Recorde da Oceania    | Recorde da Oceania (Oceania)          | DSQ / DQ                   | Desclassificado (Disqualified)            |   |                                      |
| Recorde da temporada  | Recorde da temporada do atleta (Season best) | Recorde sul-americano | Recorde sul-americano (South America) | NM                         | Sem marca (No mark)                       |   |                                      |